# 张新村
张新村（1916年—1986年），男，山东肥城人，中华人民共和国政治人物，曾任山东省人民委员会副省长，辽宁省革命委员会副主任，中共辽宁省委书记。